# 赵子岳
赵子岳（1909年7月31日—1997年3月25日），男，山西古县人，中国影视演员。

## 生平
1932年，毕业于山西太原师范学校。杭州国立艺术专科学校肄业。此后曾任中学、小学音乐、美术教员。1937年起，先后在安泽县牺牲救国同盟会工作团、中共太行区委会、太行山剧团、太行军区先锋剧团、太行军区京剧团工作，担任过宣传干事、艺术指导、团长等职务。1949年，任山西省剧协副主席。
后来，因为在电影《吕梁英雄》里饰演农民康天成，赵子岳被北京电影制片厂看中，于1951年调入北京电影制片厂担任演员，后来曾任北京电影制片厂演员剧团副团长、团长等职务，还先后参加拍摄了《新儿女英雄传》、《红旗谱》、《暴风骤雨》、《锦上添花》、《停战以后》、《小二黑结婚》、《生财有道》、《迷人的乐队》、《黄土坡的婆姨们》等40多部电影。
赵子岳擅长扮演农民等角色，尤具喜剧风格。除了拍摄电影之外，还参与拍摄了《寻找回来的世界》等十多部电视剧。
1997年，赵子岳病逝。

## 著作
有口述作品《赵子岳传》存世。